# Ian Anderson (Snookerspieler)
Ian Anderson (* 2. April 1946) ist ein ehemaliger australischer Snookerspieler, der zwischen 1973 und 1992 insgesamt 19 Jahre als Profispieler verbrachte, und heutiger Billardfunktionär im Amt des Präsidenten der World Pool-Billiard Association und der World Confederation of Billiard Sports.

## Karriere
Anderson machte erstmals auf sich aufmerksam, als er 1971 als Amateur an der Australian Professional Championship teilnahm und mit 3:18 gegen Eddie Charlton sein Auftaktspiel verlor. Auch an der Ausgabe des nächsten Jahres nahm Anderson teil, verlor jedoch alle seiner drei Gruppenspiele. Schließlich wurde er 1973 offiziell Profispieler.

### Erste Profijahre und Weltranglistenplatzierung
Anderson nahm während seiner ersten Profisaison lediglich an der Australian Professional Championship und erstmals an der Snookerweltmeisterschaft teil, verlor jedoch jeweils sein Auftaktspiel. Auch in der nächsten Saison verlor Anderson bei der Australian Professional Championship sein Auftaktspiel, gewann aber dafür ebenjenes gegen Lou Condo bei der in Australien ausgetragenen Snookerweltmeisterschaft. Infolgedessen wurde er auf der Order of Merit der Saison 1975/76 auf Platz 19 geführt, welchen er trotz seiner Auftaktniederlage gegen Jackie Rea bei der nächsten Snookerweltmeisterschaft auf der ersten Snookerweltrangliste, geltend für die folgenden Saison, behielt.
Nachdem er während dieser Saison kein einziges Spiel bestritt, in der Saison 1977/78 lediglich ohne Erfolg an der Australian Professional Championship teilnahm und er während der folgenden Saison zwar mit Siegen über Paddy Morgan und Philip Tarrant das Finale der Australian Professional Championship erreichte und dort mit 23:19 gegen Eddie Charlton verlor, davon abgesehen aber bei sämtlichen Turnieren seine Auftaktspiele verlor, war er auf der Weltrangliste auf Rang 25 abgerutscht. Zwischenzeitlich konnte er gegen Perrie Mans beim Australian Masters zum einzigen Mal ein professionelles Turnier gewinnen. In den beiden folgenden Saisons 1979/80 und 1980/81 nahm Anderson schließlich nur noch an der Qualifikation für die Snookerweltmeisterschaft teil, gab aber 1980 sein Spiel kampflos auf und verlor 1981 gegen Dave Martin, sodass er zum Ende letzterer Saison seinen Weltranglistenplatz verlor und somit als ungesetzter Profispieler galt.

### Rückkehr auf die Weltrangliste
In der folgenden Saison nahm Anderson erneut nur an der Qualifikation für die Snookerweltmeisterschaft teil, verlor aber gegen den Engländer Pat Houlihan. In der Saison 1982/83 nahm er insgesamt an vier Turnieren teil, konnte jedoch nur beim Australian Masters, das als einziges Turnier kein Weltranglistenturnier war und bei dem Anderson die Gruppenphase überstand und im Halbfinale knapp gegen Steve Davis verlor, ein paar Spiele gewinnen.
Erst in der nächsten Spielzeit konnte er mit einem 10:4-Sieg über Gerry Watson bei der Snookerweltmeisterschaft erstmals wieder ein Spiel bei einem Ranglistenturnier gewinnen, verlor aber, von diesem Spiel abgesehen, alle anderen Partien der Saison, sodass er immer noch als ungesetzter Profispieler antrat. Erst nachdem er auch in der Saison 1984/85 gegen Tony Kearney erneut in der Qualifikation für die Snookerweltmeisterschaft ein Spiel gewinnen konnte, wurde er in Anschluss daran auf Weltranglistenplatz 84 geführt.

### Letzte Profijahre
In der Saison 1985/86 konnte Anderson jedoch aus eigener Kraft kein einziges Spiel gewinnen, bevor er in der nächsten Saison aus eigener Kraft neben dem Viertelfinale der Australian Professional Championship mit Siegen über Bill Oliver und Tommy Murphy auch die Runde der letzten 64, also die erste Hauptrunde, des Grand Prix erreichen konnte, in der er gegen Cliff Wilson ausschied. War er zwischenzeitlich auf Rang 116 der Weltrangliste abgestürzt, so konnte er dadurch diesen Verlust kompensieren und sich im Folgenden auf Rang 100 platzieren.
In der Saison 1987/88 konnte Anderson schließlich neben dem Viertelfinale der Australian Professional Championship sowohl bei den International Open 1987 als auch beim Grand Prix die Runde der letzten 96 erreichen, schied aber jeweils aus. In der nächsten Saison konnte er schließlich nur noch bei der Australian Professional Championship ein Spiel gewinnen, bevor er im Anschluss an diese Saison kein einziges Profispiel mehr bestritt. Auf der Weltrangliste rutschte er somit nach und nach ab, sodass er während der Saison 1991/92 auf Platz 147 geführt wurde. Zum Ende dieser Saison beendete Anderson nach 19 Jahren seine professionelle Karriere. Im Anschluss an diese wurde Anderson Funktionär im Billardsport. So ist er Präsident der World Pool-Billiard Association sowie seit 2017 Präsident der World Confederation of Billiard Sports.

## Erfolge
| Ausgang       | Jahr | Turnier                              | Finalgegner    | Ergebnis  |
| ------------- | ---- | ------------------------------------ | -------------- | --------- |
| Profiturniere |      |                                      |                |           |
| Zweiter       | 1978 | Australian Professional Championship | Eddie Charlton | 19:23     |
| Sieger        | 1979 | Australian Masters                   | Perrie Mans    | unbekannt |